# Campylopus subcubitus
Campylopus subcubitus är en bladmossart som beskrevs av Robert Statham Williams 1903. Campylopus subcubitus ingår i släktet nervmossor, och familjen Dicranaceae. Inga underarter finns listade i Catalogue of Life.